# توني مول
توني مول (بالإنجليزية: Tony Moll)‏ هو لاعب كرة قدم أمريكية أمريكي، ولد في 23 أغسطس 1983 في سونوما في الولايات المتحدة.

## وصلات خارجية
- توني مول على موقع مرجع كرة القدم المحترفة.كوم (الإنجليزية)